# Remake (roman)
Remake (1995) (titlu original Remake) este un roman science fiction scris de Connie Willis. Cartea a fost nominalizată în anul 1996 la premiul Hugo pentru cel mai bun roman și a primit premiul Locus pentru cea mai bună nuvelă.
Cartea prezintă un viitor apropiat distopic, în care animația computerizată a redus industria filmului la o manipulare realizată cu ajutorul softurilor.

## Intriga
Tom este un student care lucrează pentru ILMGM, una dintre companiile de film care operează pe piață. Viața lui se învârte în jurul petrecerilor și a stimulentelor menite să altereze realitatea, pentru care își procură bani lucrând la modificarea filmelor vechi de la Hollywood. La una dintre petreceri întâlnește o tânără naivă, Alis, fascinată de perioada musicalurilor, care dorește să învețe să danseze. Tom îi explică faptul că nu se mai fac filme adevărate, dar că îi poate imprima chipul peste al unei dansatoare din filmele care-i plac.
Alis refuză și pornește în căutarea unui profesor de dans. Deși nu-i dă nicio șansă, Tom este fascinat de fată, dar îi spune că n-o poate ajuta în direcția dorită de ea. El își continuă munca de îndepărtare din filmele vechi a SDD-urilor (Substanțe Dătătoare de Dependență), tăind și rescriind fragmente importante din peliculele în care apăreau John Wayne, James Stewart, Humphrey Bogart sau Katherine Hepburn, înlocuind vedetele unor filme cu altele, rescriind finalurile pentru a obține un happy-end (cum e cazul filmului Casablanca).
Deși n-o uită pe tânăra care l-a fermecat, nu reușește să mai dea de ea, până când îi observă chipul în Șapte mirese pentru șapte frați. Intrigat, începe să caute și în alte musicaluri. Unele dintre ele îi sunt inaccesibile, din cauza nesfârșitelor procese de copyright dintre companiile de film, dar o regăsește în alte câteva filme din perioade diferite, în locul unor vedete cu care seamănă din punct de vedere fizic. În încercarea de a da de fată și de a găsi o explicație logică la ceea ce se întâmplă, Tom ajunge să facă exces de stimulente, ceea ce-l aduce la o stare de sănătate critică. Reușește să-și revină cu ajutorul prietenei sale cele mai bune, Capa, dar obsesia pentru Alis îi periclitează cariera, deoarece își neglijează obligațiile contractuale.
Când reușește să o reîntâlnească pe fată, aceasta este la fel de mirată ca și el de apariția în filme, deoarece în toată perioada n-a făcut decât să ia lecții de dans. Ea pleacă în cele din urmă în China, singura țară în care se mai realizează filme reale (dar nu mai mult de zece pe an). Rămas singur, Tom se întâlnește cu Vincent, un prieten care încerca să găsească o metodă de a călători în timp. De la acesta află că experimentul s-a dovedit un succes parțial - se pot trimite lucruri în timp, dar doar sub formă de electroni. Tom își dă seama că, de fapt, chipul și mișcările lui Alis au fost înregistrate de particulele trimise în trecut și supraimprimate pe peliculele vechi în locul vedetelor cu care semăna fata, deoarece aparatura computerizată nu era programată să înlăture un asemenea gen de interferență.

## Personaje
- Tom - tânăr student care lucrează pentru ILMGM, eliminând din peliculele vechi imaginile care conțin SDD
- Alis - tânără care visează să devină dansatoare și să joace într-un musical adevărat
- Capa - cronicar de film, prietenă apropiată a lui Tom, căreia acesta îi spune Cara
- Mayer - angajat al studiourilor ILMGM, șeful lui Tom
- Vincent - specialist în remake-uri preocupat de posibilitatea realizării călătoriilor temporale

## Opinii critice
SF Site vede în roman un avertisment lansat nu doar Hollywoodului, ci societății în ansamblul ei. Deși consideră că personajele și relațiile dintre ele constituie un minus, Publishers Weekly este de părere că romanul „conține ficțiune populară de înalt nivel, este antrenant, pune cititorul pe gânduri și impresionează”.